# DAZN LaLiga
DAZN LALIGA es un canal de televisión por suscripción español, operado por DAZN Group, dedicado a la emisión de LALIGA EA Sports, y que está disponible en DAZN, Movistar Plus+ y Orange TV. El canal inició sus emisiones el 1 de agosto de 2022.

## Historia
El 13 de diciembre de 2021, LaLiga anunció la resolución de la venta de los derechos audiovisuales de LaLiga Santander para las temporadas que iban desde la 22/23 hasta la 26/27, dando como ganador a Movistar y DAZN.
El 29 de marzo de 2022, Movistar anunció un acuerdo con DAZN para poder emitir todos los partidos de cada jornada por 280 millones de euros por cada una de las temporadas. El 23 de junio de 2022, Orange llegó a un acuerdo similar.
El 20 de junio de 2022, Movistar informó de la creación del canal de televisión DAZN LaLiga por parte de DAZN para emitir los encuentros de cada jornada, cuyos derechos son propiedad de la plataforma de streaming. El canal se podría visualizar en los decodificadores de las plataformas de televisión por suscripción, pero no por sus aplicaciones de servicio de streaming de vídeo bajo demanda, ya que en el resto de dispositivos se tendría que hacer uso de la aplicación de DAZN.
El 4 de julio de 2022, se filtró la intención de DAZN de incluir el fútbol en Vodafone y en el Grupo MásMóvil.

## Disponibilidad
DAZN LaLiga se encuentra disponible en las plataformas de pago Movistar Plus+ y Orange TV, aunque no está disponible en sus servicios de video bajo demanda como canal en directo (emisión lineal).
Fuera de España, en Andorra se encuentra disponible en la plataforma SomTV de Andorra Telecom.

## Narradores y comentaristas

### Narradores
- Rubén Martín
- Miguel Ángel Román
- Fran Guillén
- Alberto Montoya
- Andrea Segura
- Jon Hernandez
- Guillermo Moreno
- Julio Suárez

### Comentaristas
- David Villa
- Guti
- Juanfran Torres
- Juan Carlos Unzué
- Aitor López Rekarte
- Alberto Edjogo-Owono
- Juan Pablo Sorín
- Quique de Lucas
- Andrea Orlandi
- Capi
- Vicente Rodriguez
- Gaizka Toquero
- Diego Tristán
- Jonathan Soriano
- Julio Baptista

### Equipo DAZN
- Miguel Quintana
- Rafael Escrig
- Alex Silvestre
- Irene Molina
- Sergio Quirante
- Sandra Díaz
- Lara Santos
- Leyre Barriocanal
- Pablo Pinto
- Ainhoa Pérez